# Yourways
yourways war ein deutsches Luftfahrtunternehmen mit Sitz in Geestland in Niedersachsen. Es wurde als Privateways gegründet, im Jahr 2018 aber in yourways umbenannt.

## Dienstleistungen
Unter der Marke yourways wurde am 15. Dezember 2017 der Linienflugbetrieb aufgenommen. yourways ist das erste Luftfahrtunternehmen in Europa, das eine Quest Kodiak 100 betrieb. Es wurde vom JadeWeserAirport (Wilhelmshaven) der Flughafen Sylt angeflogen. Seit 1. Juni 2018 wurde der Flughafen Hamburg und seit 1. Juli 2018 der Flughafen Bremen mit dem Flughafen Sylt verbunden. Ende Juli 2018 wurde der defizitäre Linienflugbetrieb eingestellt, um sich fortan auf das Chartergeschäft zu konzentrieren.
Unter der Marke Privateways betrieb die Fluggesellschaft Charterflüge mit Geschäftsreiseflugzeugen. Anfang 2019 stellte die yourways Luftverkehrsgesellschaft auch den verbleibenden Betrieb vollständig ein.

## Flotte
Mit Stand Januar 2019 bestand die Flotte von yourways aus fünf Flugzeugen:
| Flugzeugtyp          | Anzahl | Luftfahrzeugkennzeichen | Anmerkungen           | Sitzplätze                      |
| -------------------- | ------ | ----------------------- | --------------------- | ------------------------------- |
| Dassault Falcon 50EX | 1      | D-BJMS                  | betrieben von Pro Jet | 8 + 2 Piloten + 1 Flugbegleiter |
| HondaJet HA-420      | 1      | D-ITIM                  |                       | 5 + 2 Piloten                   |
| Quest Kodiak 100     | 1      | D-FBHI                  |                       | 8 + 1 Pilot                     |
| Raytheon Premier 1   | 1      | D-IETB                  |                       | 6 + 2 Piloten                   |
| Raytheon Premier 1A  | 1      | D-IEMO                  |                       | 6 + 2 Piloten                   |
| Gesamt               | 5      |                         |                       |                                 |